# Domenico Gilardoni
Domenico Gilardoni (Napoli, 1798 – Napoli, 1831) è stato un librettista italiano. Compose numerosi libretti soprattutto per Gaetano Donizetti dopo avere preso il posto di Andrea Leone Tottola come poeta ufficiale del Teatro San Carlo di Napoli.

## Libretti
- Bianca e Fernando, musica di Vincenzo Bellini, 1826
- Otto mesi in due ore, musica di Gaetano Donizetti, 1827
- Il borgomastro di Saardam, musica di Gaetano Donizetti, 1827
- Le convenienze ed inconvenienze teatrali, musica di Gaetano Donizetti, 1827
- L'esule di Roma, musica di Gaetano Donizetti, 1828
- Gianni di Calais, musica di Gaetano Donizetti, 1828
- Ulisse in Itaca, musica di Luigi Ricci, 1828
- Il paria, musica di Gaetano Donizetti, 1829
- Il giovedì grasso, musica di Gaetano Donizetti, 1829
- I fidanzati ossia Il connestabile di Chester, musica di Giovanni Pacini, 1829
- Il diluvio universale, musica di Gaetano Donizetti, 1830
- I pazzi per progetto, musica di Gaetano Donizetti, 1830
- Francesca di Foix, musica di Gaetano Donizetti, 1831
- Il ventaglio, musica di Pietro Raimondi, 1831
- La romanziera e l'uomo nero, musica di Gaetano Donizetti, 1831
- Fausta, musica di Gaetano Donizetti, 1832